# 张祥保
张祥保（1917年12月15日—2020年2月18日），女，浙江海盐人，中国英语教育家，北京大学外国语学院英语系教授。

## 生平
1917年12月15日出生于上海，籍贯浙江海盐武原镇。1933年至1938年在上海圣玛利亚女校学习，1938年至1942年在上海圣约翰大学经济系学习。毕业后曾在上海中西女中任教。1946年8月经时任北京大学校长胡适介绍，在北京大学西语系任讲员，后在西语系英语教研室历任高级讲师、教授。主编《大学基础英语》《大学英语》一至四册等教材。1986年7月退休。2020年2月18日凌晨在北京大学医院逝世，终年102岁。

## 家庭
张祥保是出版家张元济的侄孙女，张元煦的孙女。张珑的堂姐。张祥保自小寄居于张元济家中长大。1938年曾与翁万戈订婚，后因翁赴美定居而解除婚约，实际上并没有结婚。1948年8月10日，张祥保与王岷源结婚，证婚人是胡适和民国前总理熊希龄的遗孀毛彦文。他们育有两子，长子王汝烨。